# Nouveau village de Gassin
Le nouveau village de Gassin est la partie moderne du village de Gassin, commune française située près de Saint-Tropez, dans le département du Var en région Provence-Alpes-Côte d’Azur. Ce quartier a été réalisé entre 1989 et 1993 dans le but de redynamiser le village historique de Gassin.
Le projet, conçu par l'architecte François Spoerry et son assistant Xavier Bohl selon les principes de l'architecture douce, a été récompensé par une Marianne d'Or et le prix d'architecture européen Philippe Rotthier. Par extension, les deux écoles du village, l'école primaire agrandie lors de ce projet et l'école maternelle construite ultérieurement, la crèche, et les HLM édifiés dans les années 1970 sont considérés comme intégrés au nouveau village de Gassin.

## Création

### Revitaliser le village
Le développement du tourisme dans le golfe de Saint-Tropez a créé un phénomène de désertification du village de Gassin par la transformation de la plupart des habitations du village médiéval en résidences secondaires. Le littoral est en pleine expansion avec l'apparition de Port-Gassin, le développement de la Foux avec l'essor de l'industrie, du tourisme et des zones résidentielles.
Le village médiéval perché, au contraire, perd des habitants : la majorité des habitations du vieux village sont des résidences secondaires fermées la plus grande partie de l'année. Il ne compte plus en 1984 que 17 habitants,. Une vingtaine de familles occupent des HLM près du lieu où sera construit le nouveau village, soit au total, une centaine d'habitants.
Dès la fin des années 1970, la municipalité de Gassin cherche une solution au dépeuplement du village au profit de la plaine. Un projet de nouveau village se matérialise en 1981.
Un appel est lancé pour ce projet de renouveau urbain auquel répond François Spoerry comme architecte et la COGEDIM comme maître d’œuvre en septembre 1983. L'architecte achève alors le projet qui a occupé plus de trente ans de sa vie, la cité lacustre de Port Grimaud, à quelques kilomètres de Gassin. La commune doit pouvoir vendre à la population locale des logements à prix abordables, notamment pour les jeunes ménages primo-accédants et pour permettre aux retraités de vivre à proximité du village.
Une concertation est organisée auprès des habitants et des associations, dans un contexte où des groupes tentent d'empêcher divers projets. Ainsi, la construction du golf de Gassin, dont les villas de luxe sont créées par François Spoerry, est arrêtée à cette époque. Commencé à la même période que le nouveau village, il ne sera réalisé que neuf ans plus tard,. La zone d'aménagement concerté est créée par délibération municipale le 26 avril 1985. Les recours déposés contre le projet sont rejetés par le tribunal administratif et le conseil d'État.

### Achats des terrains et travaux
Le terrain choisit trouve sa place au sud et en contrebas du village, jouxtant les terrains où ont été construits deux immeubles HLM dans les années 1970 et l'école primaire municipale. Il s'étend sur 3,5 hectares de terrains sur les 14,86 hectares acquis par achats depuis 1978. La surface de plancher autorisé est de 10 680 m2, 10 000 pour les logements, 680 pour les commerces. Le projet suit la forme du noyau ancien construit autour d'un axe nord-sud et objet de nombreuses études.
La commune procède ensuite à un changement de son plan d'occupation des sols pour rendre ces terrains, alors classés en zone I Na, constructibles.
Après la pose de la première pierre, le 1er mars 1989, les travaux durent quatre ans. Ils sont conduits par François Spoerry et son assistant Xavier Bohl, et Bernard Spoerry,, qui imposent la forme et la couleur des maisons. La COGEDIM procède à la construction par tranche pour éviter les surcoûts. Ils ne sont finalement dépassés que d'environ 1 %. Les travaux commencent par secteur, une fois toutes les maisons du secteur vendues.
La commune prend à sa charge les voirie et réseaux divers, les espaces publics et les façades des maisons pour diminuer les charges pour les primo-accédants.
Le projet combine un total de 124 logements, en maisons individuelles avec jardins et petits immeubles d'habitation, des boutiques, d'espaces et d'équipements publics, un agrandissement de l'école élémentaire et une caserne de pompiers. La commune possède la propriété des locaux commerciaux, représentant 1 200 m2. Une salle municipale pouvant accueillir 250 personnes est également créée. Une partie des habitations sont des logements sociaux : ce sont 18 appartements locatifs,.
L'ensemble est bien intégré au paysage.

### Inauguration et succès
L'inauguration du nouveau village se déroule le 10 septembre 1993. Quelques travaux de finitions sont réalisés dans les semaines suivantes et des problèmes de stationnement, de poubelles et de chiens errants sont constatés.
L'extension permet de redynamiser le village de Gassin,.
Il conduit à l'obtention pour la commune d'une Marianne d'Or et du premier prix architecture européen Philippe Rotthier. François Spoerry décède un an après cette consécration. Alors que l'architecte a réalisé des projets dans le monde entier, cette réalisation apparaît dans les nécrologies publiées par la presse,,,.
Des conditions ont été fixées pour éviter la spéculation. Le prix de vente est fixé pendant dix ans au prix d'achat (hors travaux éventuels et frais de notaire).
Le projet bénéficie de l'installation de commerces : boulangerie dès 1993, épicerie-tabac, restaurant, coiffeur.
À l'automne 1993, une centaine de familles s'est installée. Le nombre d'enfants inscrits à l'école maternelle passe de 48 en 1990 à 84 en 1993 et de 73 à 101 à l'école primaire.
En 2006, le village, ancien et nouveau, accueille 450 habitants.

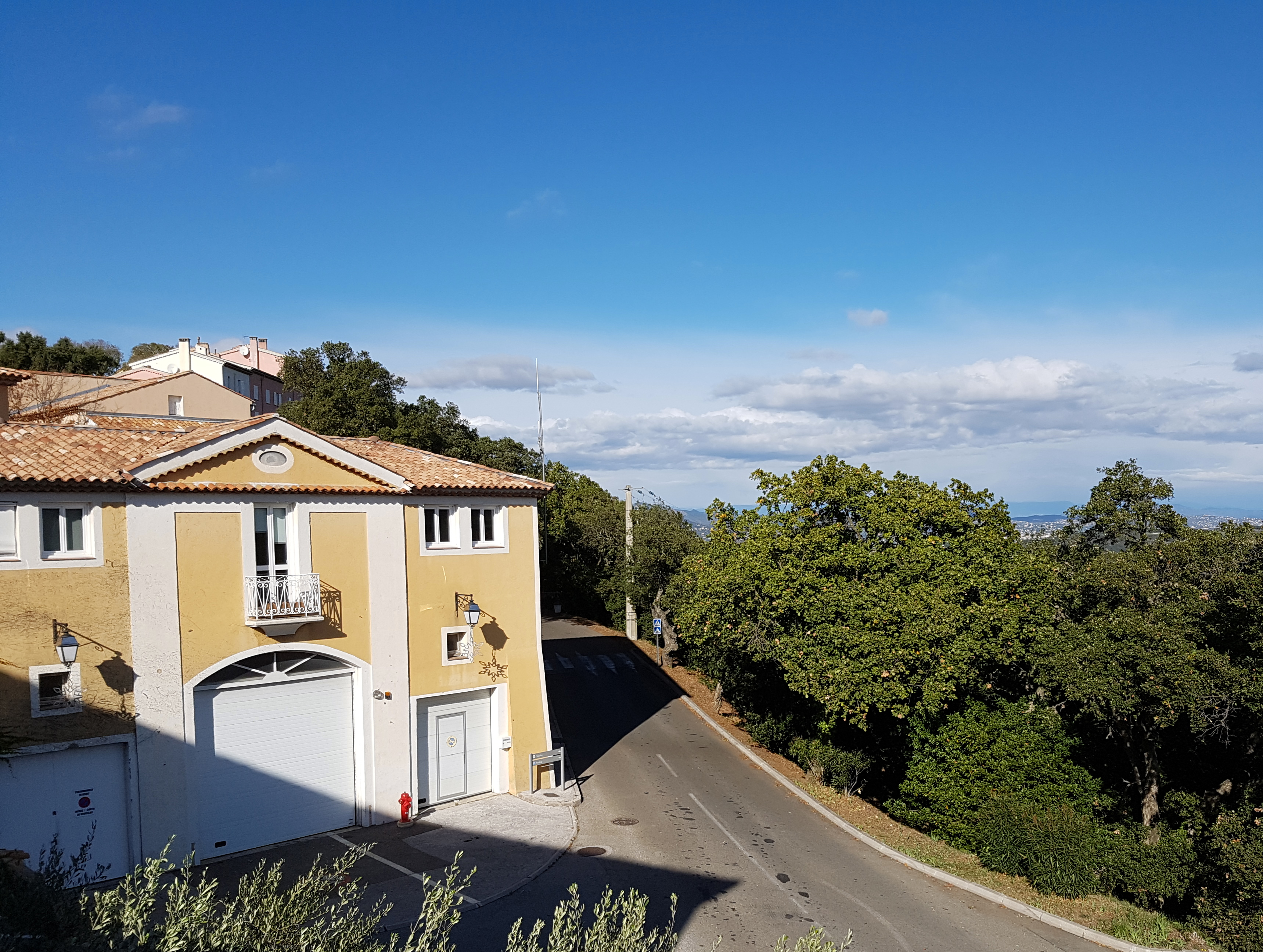
Entrée sud-est du nouveau village par la rue des Écoles

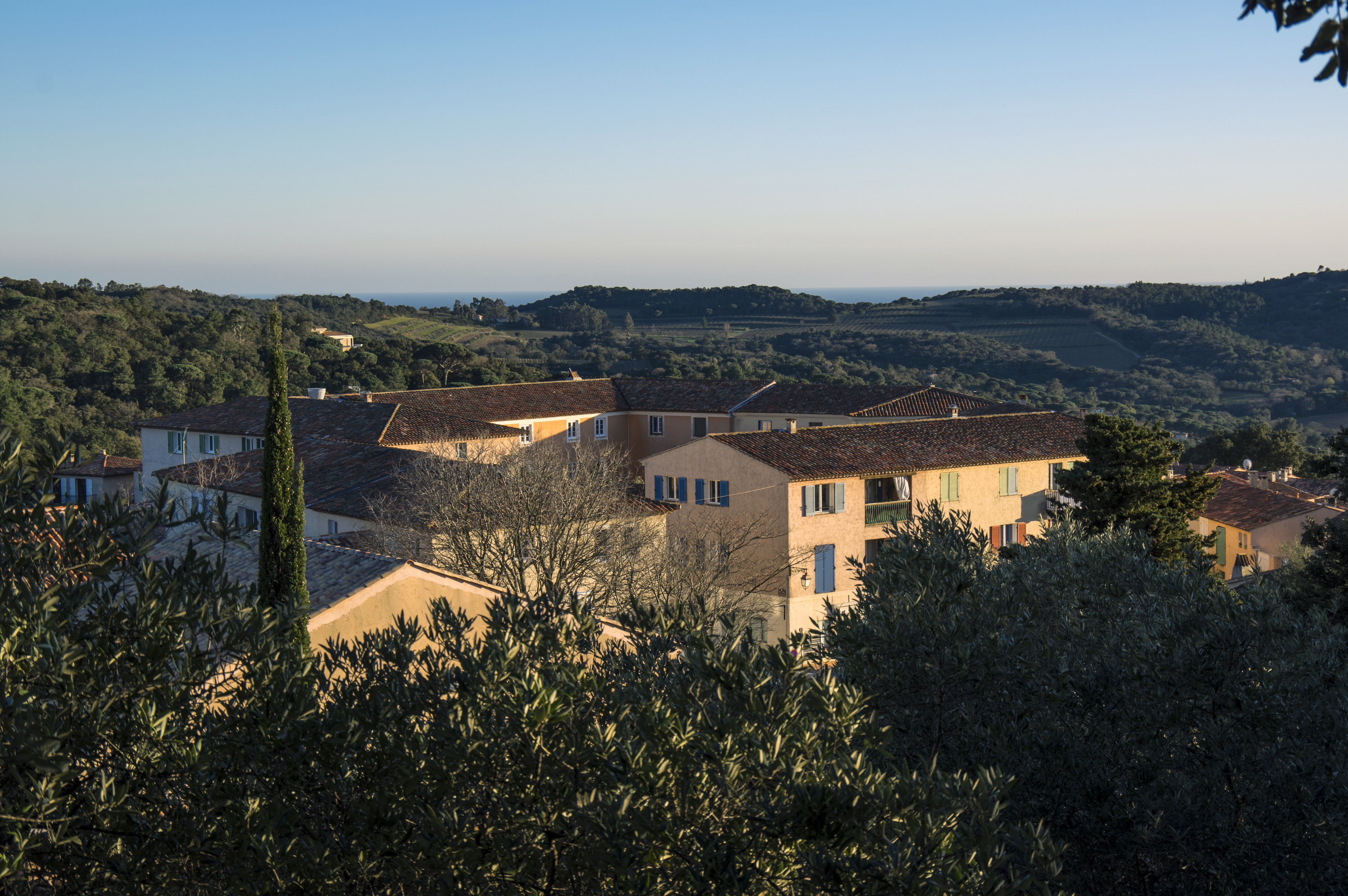
Vue du nouveau village de Gassin, avec en fond la baie de Cavalaire

## Un exemple de village moderne intégré
L'extension moderne du village de Gassin est présenté comme un exemple réussi. Les élus ont souhaité pour conserver une ambiance village avec une architecture et une organisation vernaculaires de la construction moderne. Le nouveau village est épargné par les attaques portées contre François Spoerry lors de la création de Port-Grimaud contre un « pastiche ». La continuité entre les deux constructions est largement évoqué. La différence entre une marina à Grimaud réservée aux riches et un nouveau village de Gassin ouvert à tous, avec notamment la présence de HLM est mise en avant,.
Gassin a permis à François Spoerry de réaliser le rêve qu'il avait pour Port-Grimaud : permettre à des résidents permanents et de toutes les couches sociales d'habiter un village moderne à visage humain. L'architecte Pierre Belli-Riz qualifie cette « extension discrète » de « greffe réussie, en continuité douce avec le vieux village ».
En 2006, le village est visité par le conseil d'architecture, d'urbanisme et d'environnement (CAUE) du Gard, avec la participation du CAUE de l'Hérault et une dizaine d'élus de ce département. Dans un dossier réalisé, la CAUE affirme que « la transition entre le neuf et l’ancien se fait de manière très douce », notamment grâce à l'école élémentaire qui bénéficie également d'une extension à ce moment-là et sert de « trait d'union » entre les deux parties du village. La douceur est régulièrement évoquée.
Le projet fait l'objet d'une présentation lors de l'assemblée générale des plus beaux villages de France en 2018.
Xavier Bohl, architecte ayant travaillé sur cette ex- tension avec François Spoerry, compare le vieux village à la proue d’un navire face au vent.
La répartition des logements individuels et collectifs, plaçant les bâtiments les plus hauts au sommet du promontoire et les plus bas sur les pentes, produit un effet de parabole qui offre une vue imprenable sur le golfe de Saint-Tropez et permet de se perdre dans la végétation à la périphérie du village.

### Aménagements

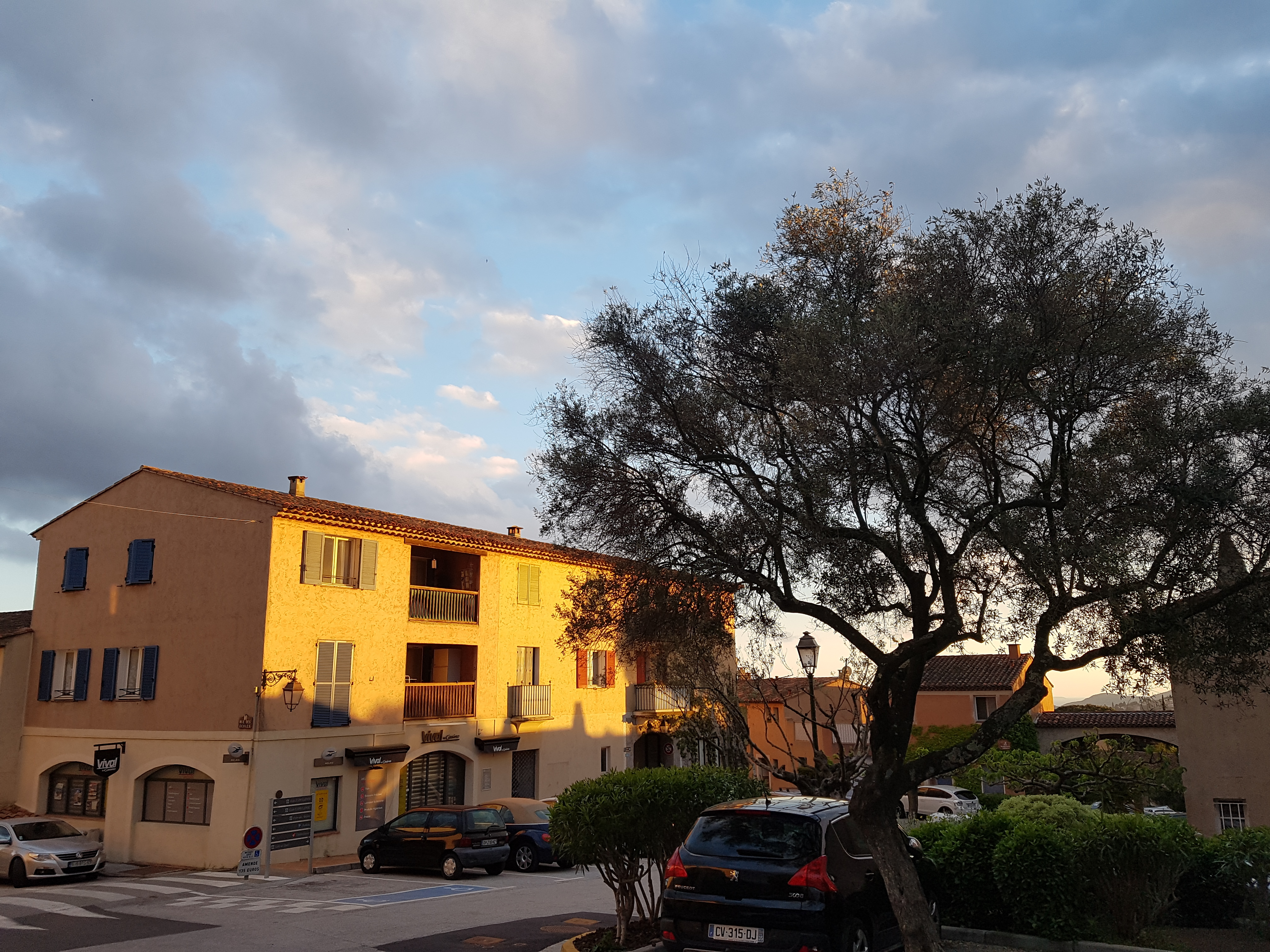
Vue du bâtiment principal du nouveau village depuis la rue des Écoles

Les habitations du nouveau village sont desservies par des rues avec peu de trottoirs, pour inciter les passants à utiliser les rues. Le village est organisé de manière irrégulière pour casser la vitesse des automobilistes. Il est bordé de chemins végétalisés.

#### Équipements publics et privés
Contrairement à Port-Grimaud, la commune de Gassin a conservé la maîtrise de la voirie et des réseaux.
Cette implication du public s'est poursuivie par l'installation de plusieurs services et équipements publics dans le nouveau village.

##### Le village organisé autour de la place publique
Une place publique, la place Hannibal de Châteauneuf, se situe au cœur du nouveau village, au centre des logements HLM. Elle dispose d'une fontaine, d'une vaste treille et, depuis 2017, d'espaces verts dotés d'une pelouse artificielle et agrémentés de plusieurs arbres et buissons. Une seconde fontaine se trouve au bas des escaliers qui permettent d'accéder à la partie ouest du village.

#### Activités et services
La plupart des commerces, dont les murs appartiennent à la commune, sont situés dans cette partie. Plusieurs se sont succédé depuis l'inauguration du village : boulangerie, restaurant, épicerie. Aujourd'hui, seule une supérette subsiste. Elle fait également Relais-La Poste. Un autre local est exploité en salle de sport. Un local prévu pour accueillir un restaurant privé accueille le restaurant municipal de la commune.
Cet ensemble comporte, du côté est, une salle municipale. Le foyer des Anciens peut accueillir une centaine de personnes. Il est utilisé à la fin des années 2010 pour des cours de judo, des réunions et des assemblées générales ou des vide-dressing. Face à lui se trouvent la bibliothèque municipale de Gassin et la mairie annexe. Un local est mis à disposition de l'association Avenir cycliste Gassinois.
Depuis 2009, la commune dispose au nouveau village d'une école maternelle sous laquelle se trouve une grande salle de spectacle. Elle accueille de nombreuses manifestations publiques et privées (concerts, spectacles, théâtres, vœux du maire,
Un peu plus bas, sous l'école primaire, se trouve la caserne des pompiers de Gassin.

##### Crèche, maternelle et primaire
L'un des points forts du projet résidait dans la présence de l'école primaire au nouveau village. Elle préexistait au projet mais a été réaménagée à l'occasion des travaux du nouveau village. À la charge de la mairie, des travaux permettent alors une importante extension. Il s'agit d'une part importante du projet, notamment dans l'objectif d'accueillir les enfants des nouveaux habitants. Ils sont accueillis dès la rentrée 1993.
Une crèche accolée à l'école existe depuis le début des années 1980.
En 2009, l'école maternelle Espélidou ouvre dans un bâtiment qui vient compléter l'offre éducative au nouveau village, implantant de manière durable la vie au village.

#### Stationnements
Le village possède un parking souterrain et des places disséminées à travers l'ensemble, tandis que certaines maisons disposent d'un garage. Des problèmes de stationnements sont constatés lors des premiers temps du village, avant l'achèvement de la totalité du projet.
Yvon Zerbone, maire de Gassin, explique que cela a permis un « retour au village » de certains jeunes ménages trop modestes pour acquérir une villa avec un grand jardin.
Certains d’entre eux sont restés, notamment pour la qualité de vie qu’offre le village, d’autres sont partis pour différentes raisons.
Le renouvellement générationnel est à nouveau assuré et l’école ne désemplit pas. Son agrandissement est même prévu.
Cette ambiance « village » et le charme du paysage associés à la ﬂambée des prix sur la Côte d’Azur, ont attiré des foyers plus aisés que ceux auxquels les logements étaient destinés.
En 1986, les 3 pièces se vendaient 400 000 francs, aujourd’hui leur prix dépasse les 300 000 euros (2 millions de francs).
Gassin conserve toutefois une certaine mixité sociale.
La réussite de cette opération, qui illustre les principes de planiﬁcation, de densité et de mixité portés par la loi SRU, repose sur deux principes fondamentaux : la réserve foncière, que le village avait pu réaliser grâce à une donation et la maîtrise des coûts de réalisation.
Yvon Zerbone, maire de Gassin et adjoint aux travaux lors de leur réalisation, Joseph Vidal, directeur de Cogedim Méditerranée et Xavier Bohl, assistant de François Spoerry sur ce projet sont unanimes : « Sans la confiance et la coopération exemplaire du trio élu-promoteur-architecte, ce projet d’extension n’aurait pu être aussi bien mené ».

### Mini-stade et sentiers de randonnées
À la même époque, la commune organise des sentiers de randonnées à proximité. Le départ des Boucles de l'Arlatane se situe à la pointe sud-ouest du nouveau village. Ces boucles forment un parcours éducatif autour de la botanique avec des panneaux touristiques présentant les différentes espèces méditerranéennes.
C'est également le passage d'un autre sentier de randonnée, le Chemin de la chapelle Notre-Dame-de-la-Compassion qui rejoint l'entrée du village médiéval.

### Prix et récompense

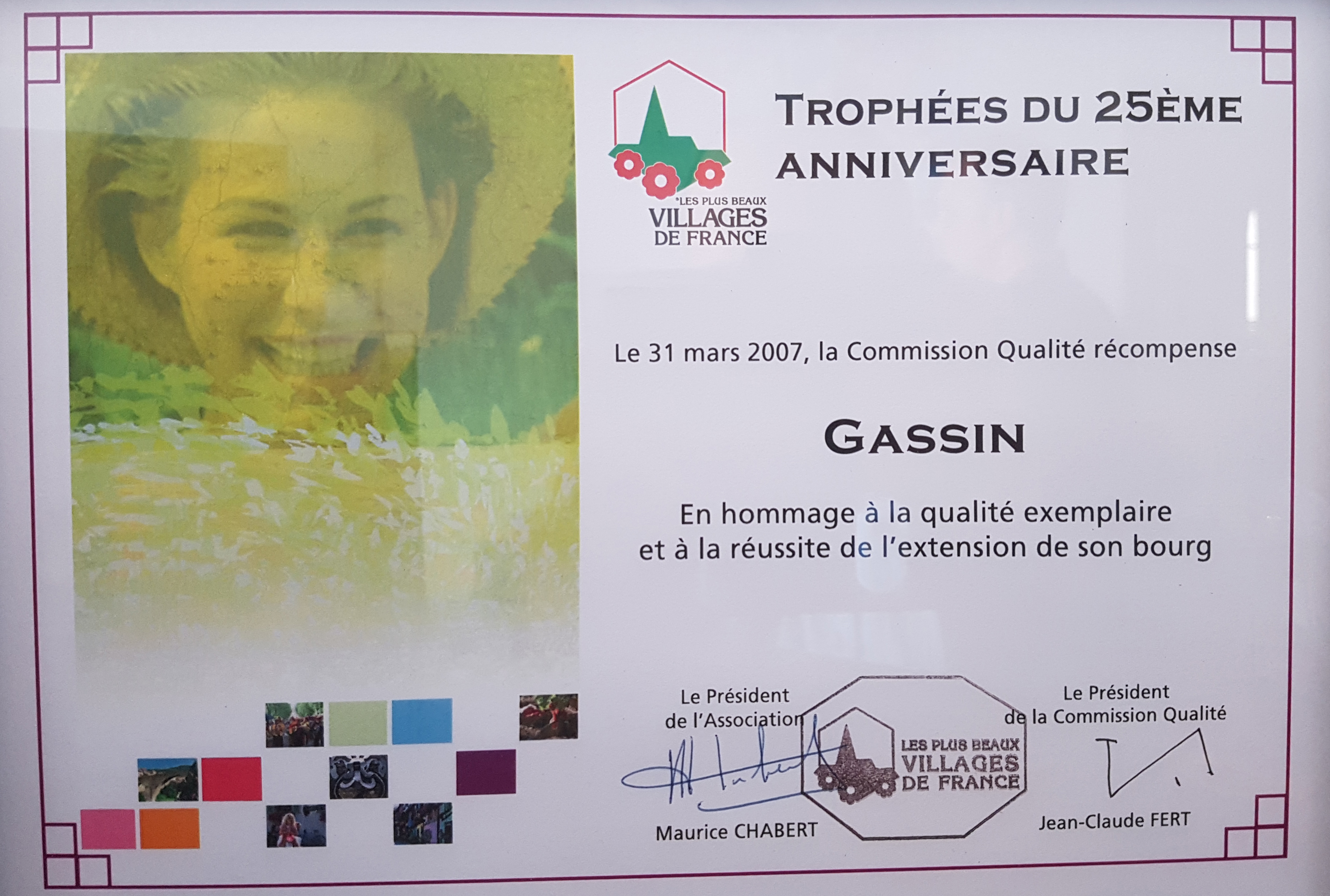
Trophée du 25e anniversaire de l'association des Plus Beaux Villages de France "en hommage à la qualité exemplaire et à la réussite de l'extension de son bourg".

- 1993 : Nomination pour le 3e Prince of Wales Prize in Urban Design de l'université d'Harvard
- 1995 : Marianne d'Or
- 1998 : Premier prix européen d'architecture Philippe Rotthier pour la reconstruction de la ville
- 31 mars 2007 : Trophée du 25e anniversaire de l'association des Plus Beaux Villages de France "en hommage à la qualité exemplaire et à la réussite de l'extension de son bourg".

### Citation
« Il y a eu l’extension de Gassin dans les années 90, que j’ai réalisée avec mon père. Je dirais que c’est le mieux qu’on ait pu faire au pied d’un village sublime. Une chose, en revanche, dont je suis fier c’est qu’elle n’est pas visible de la cité historique, quel que soit l’endroit où l’on se trouve. » Bernard Spoerry. « L’extension s’étend au sud du vieux village, en contrebas. Elle suit la forme du noyau ancien qui s’est constitué en suivant un axe nord-sud, offrant peu de prises au Mistral. Xavier Bohl, architecte ayant travaillé sur cette extension avec François Spoerry, compare le vieux village à la proue d’un navire face au vent. La greffe s’opère au niveau de l’école réhabilitée et agrandie qui joue le rôle de trait d’union entre les deux parties du village. La transition entre le neuf et l’ancien se fait de manière très douce. Il est difficile au premier coup d’oeil de distinguer à quel moment on passe de l’un à l’autre. » CAUE 30.« Les espaces publics et notamment les rues accentuent ce phénomène en s’élargissant au fur et à mesure que l’on descend, provoquant des vues plongeantes. Cette organisation qui suit le relief naturel assure aux nouvelles constructions une très bonne intégration paysagère. Les réseaux électriques sont enterrés, les boîtes aux lettres sont discrètes et les différents compteurs intégrés dans les porches d’accès aux habitations. ». » CAUE 30.
« Sans la confiance et la coopération exemplaire du trio élu-promoteur-architecte, ce projet d’extension n’aurait pu être aussi bien mené ». » Yvon Zerbone (maire de Gassin), Joseph Vidal (Cogedim Méditerranée), Xavier Bohl (architecte).
« La réussite de cette opération, qui illustre les principes de planification, de densité et de mixité portés par la loi SRU, repose sur deux principes fondamentaux : la réserve foncière, que le village avait pu réaliser grâce à une donation et la maîtrise des coûts de réalisation. ». » CAUE 30.« Le village renaissait. Un escalier de pierre, jeté du vieux village s'avançait à présent vers le nouveau, comme pour lui tendre la main. Ils ne feraint bientôt plus qu'un. Un seul Gassin au même coeur, au même rythme. On avait frôlé la catastrophe de l'immobilisme, de la sclérose. Et soudain, là-bas, comme un membre qui se réveille, une infexion nouvelle venait d'être donnée à tout le corps. Le village rescuscitait sous l'impulsion du maire, M. Robert Dho, qui avait enfin réalisé son projet ! ». » Mireille Rey-Brot.
« De Port Grimaud à Gassin. Qui ne connaît Port-Grimaud, décor de carte postale qui provoqua en son temps, dès 1964, une polémique virulente et l’accusation sans appel de pastiche ? À y regarder de près, Port-Grimaud est bien une invention moderne : un village sans voitures, une marina où l’on peut garer son bateau au bout de son jardin, des techniques de construction rationnelles et économiques, des variations de façades reposant sur l’utilisation habile d’un catalogue de composants, un vocabulaire architectural inventif qui synthétise des influences multiples… Rien, en fin de compte, qui ne soit pas transposable dans l’habitat de tous les jours, quoiqu’on dise. L’architecte François Spoerry rêvait d’ailleurs que des résidents permanents habitent sa marina. Les promoteurs d’alors ont jugé que c’était trop beau pour ça ; mais les vacanciers d’hier sont les retraités d’aujourd’hui qui y passent la plus grande part de leur temps. Et Spoerry a réalisé son rêve en 1989 à quelques kilomètres de là, à Gassin : l’extension discrète d’un village ancien, avec les mêmes principes, inclut des HLM qui ne ressemblent décidément pas à des HLM2. Autant on peut reprocher à Port Grimaud son caractère fermé, introverti, autant l’opération de Gassin est une greffe réussie, en continuité douce avec le vieux village. Cet exemple n’est pas isolé. Spoerry a inspiré d’autres architectes, comme Jacques Sixtus qui a réalisé en 1981 une extension de village à Saint-Pantaléon-les-Vignes, dans la Drôme ». » Pierre Belli-Riz. « L'architecte François Spoerry rêvait d'ailleurs que des résidents permanents habitent sa marina. [...] Et Spoerry a réalisé son rêve en 1989 à quelques kilomètres de là, à Gassin : l'extension discrète d'un village ancien, avec les mêmes principes, inclut des HLM qui ne ressemblent décidément pas à des HLM. Autant on peut reprocher à Port-Grimaud son caractère fermé, introverti, autant l'opération de Gassin est une greffe réussie, en continuité douce avec le vieux village ». » Pierre Belli-Riz. « Douceur, comme douce, cette école d'architecture marque de François Spoerry, dont le nouveau village de Gassin, là-haut, sur les hauteurs est la correspondances terrienne. » Gérard Tournebize, Éric Vieux et Bruno Quivy. « Ce projet, réalisé par François Spoerry, fait une triple démonstration : esthétique, économique et sociale. » « Le développement des villes est des villages n'est pas incompatible avec la sauvegarde des plus beaux paysages ; la désertification des villages anciens, transformés dans le meilleur des cas en lieux de villégiature pour touristes aisés, n'est pas inéluctable : une centaine de familles vivent désormais à plein temps à Gassin, l'école s'est agrandie, des magasins se sont créés. Les contraintes du logement économique ne sont pas synonymes de laideur, de standardisation et de misère sociale. » « Le Prix rend hommage au talent et à la persévérance d'un architecte dont la carrière fut un irréfutable plaidoyer pour l'architecture régionale. » Fondation pour l'architecture Philippe Rotthier.
« Quand François Spoerry, l'architecte de Port-Grimaud, ressuscite un village du XIIe siècle. » « Après Port-Grimaud, et Port-Liberté à New-York, François Spoerry a appliqué son "architecture douce" à Gassin. Superbe village du XIIe siècle, perché au-dessus de Saint-Tropez. On était loin des cités lacustres... Et pourtant, dix après le lancement du projet par la mairie, Gassin, revit, métamorphosé. Son extension ? Comme une seconde peau. Mutation réussie. » « L'histoire ressemble à un conte de fée. Où tout finit bien. désespéré de voir son village péricliter - plus que 35 feux il y a 15 ans - le maire Robert Dho prend un pari fou : ressusciter Gassin, attirer de nouveaux habitants. Mais pas question de créer des lotissements de résidences secondaires, désertés sitôt l'automne. Il faut créer de "vraies" maisons, des commerces, agrandir l'école. » « Le projet séduit François Spoerry. Lorsque la mairie le contacte l'architecte en 1983, celui-ci "plonge". Où plutôt, il décide d'escalader le piton de Gassin. On verra ce que l'architecte des marinas peut faire d'un village haut-perché. » Var Matin.« Exemple à suivre » « On l'a dit, le maire M. Dho ne voulait pas d'une extension résidences de vacances. Les logements sont habités à l'année, par des familles qui travaillent dans le Golfe. "Combien de villages ont été défigurés par ces lotissements morts ?" s'insurge François Spoerry. » « Pour redonner du peps à la commune, on a construit des commerces dits de première nécessité et agrandi l'école. Tout un symbole. Sous le bâtiment scolaire, niche désormais la caserne des pompiers. Sept ans après le premier coup de pioche, le succès est total. "Le nouveau quartier du village est plus vivant que l'ancien !", conclut Georges Bretonnes. » « François Spoerry, lui, a un souhait fort sage : que la réalisation serve d'exemple à d'autres villages qui souhaitent s'agrandir. Histoire d'éviter les massacres. »Var Matin. « Gassin : Spoerry a réussi "la greffe » « L'agrandissement du village, inauguré hier par des personnalités départementales » « François Spoerry, l'architecte des lagunes de Port-Grimaud sait tout faire. Son "architecture douce", celle qui ne heurte pas le bon sens, car elle se calque délicatement sur l'existant, celle qui a assuré sa renommée et son succès à travers le monde, il vient de la mettre en pratique dans le vieux village de Gassin. » « Au terme de quelques années de travaux, il a réussi une "greffe" dont tous les spécialistes de l'art de bâtir s'accordent à reconnaître que c'est une réussite : au village du XIIe siècle, qui ne comptait plus guère voici 15 ans que 35 feux, il a rajouté, dans le style du site, 122 maisons et appartements, en accession à la propriété, plus un immeuble HLM qualifié de "plus beau de France". » « Le préfet, le président du conseil général [Maurice Arrecks] le maire de Gassin et son conseil municipal, les fonctionnaires départementaux, ont inauguré hier cette réussite urbanistique, qui fait honneur à Gassin, à l'architecte, à celles et ceux qui ont participé à ce projet un peu fou, lancé comme un défi il y a 15 ans, par le maire Robert Dho. » « Comme le disait hier un élu départemental : "À Gassin, jusqu'à présent, on agrandissait le cimetière. Aujourd'hui, on agrandit l'école ! De 50 enfants en 1977, l'école compte désormais près de 200 élèves. C'est tout un village qui renaît à la vie. »Var Matin, septembre 1993. « Lauréat du prix Prince of Walles » « On l'a dit, le maire M. Dho ne voulait pas d'une extension résidences de vacances. Les logements sont habités à l'année, par des familles qui travaillent dans le Golfe. "Combien de villages ont été défigurés par ces lotissements morts ?" s'insurge François Spoerry. » « Pour redonner du peps à la commune, on a construit des commerces dits de première nécessité et agrandi l'école. Tout un symbole. Sous le bâtiment scolaire, niche désormais la caserne des pompiers. Sept ans après le premier coup de pioche, le succès est total. "Le nouveau quartier du village est plus vivant que l'ancien !", conclut Georges Bretonnes. » « François Spoerry, lui, a un souhait fort sage : que la réalisation serve d'exemple à d'autres villages qui souhaitent s'agrandir. Histoire d'éviter les massacres. » Var Matin.

## Style
Le village a été réalisé dans un style provençal combinés aux éléments de la modernité, correspondance terrienne de la marina de Port-Grimaud, dont François Spoerry a repris les principes, dont le premier d'entre eux : l'architecture douce,,. Ce courant s'inscrit dans l'architecture revivaliste ou au nouvel urbanisme.

### L'architecture douce
« L'originalité de ses travaux est due à son "architecture douche", qui en se servant des matériaux et des techniques modernes, et en s'inspirant au départ de l'architecture traditionnelle du pays, où va naître son projet ; réussit à allier modernisme et tradition, pour créer des espaces à dimension humaine, équilibrés, harmonieux, rejetant l'architecture moderne » détaille Jérôme Blanc dans la biographie qu'il consacre à la famille Engel dont est issu François Spoerry.
Elle est l'application réussie du principal moteur des travaux architecturaux de François Spoerry, l'architecture douce du nouvel urbanisme.
Le nouveau village s'oppose en cela au village de vacances du Graffionier à Gassin. Ce dernier avait créé une vive polémique lors de sa construction au début des années 1970. À l'époque, ses promoteurs rejetaient l'architecture pratiquée par François Spoerry à Port-Grimaud.

### L'intégration des codes régionaux
L'organisation de cette nouvelle partie suit le relief naturel de la colline où le village est perché, permettant une bonne intégration paysagère.
Pour améliorer cette intégration, un effort est fait sur l'aspect extérieur avec notamment l'enfouissement des réseaux électriques et téléphoniques.

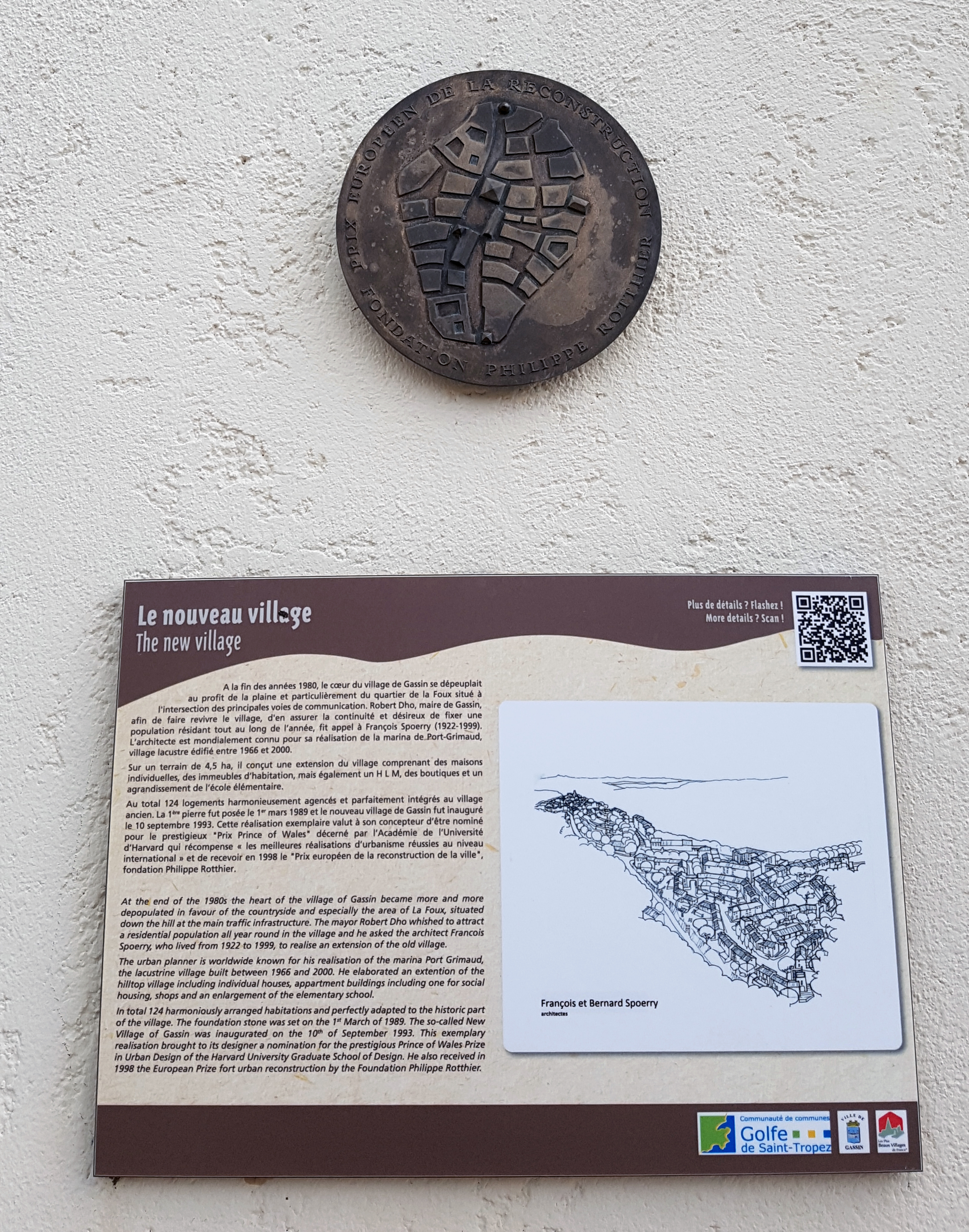
La médaille du prix européen Philippe Rotthier au-dessus d'un panneau d'information touristique au nouveau village

## Toponymie
La construction correspond à la période où les voies du village sont nommées officiellement. Pour le nouveau village, les noms sont des reprises de microtoponymes anciens (rue de Galembert), appellations utilitaires comme autrefois (rue des Écoles) ou hommage à des personnalités historiques ou liées à la création du village.
La place Hannibal de Châteauneuf rend hommage à l'un des plus anciens coseigneurs connus de Gassin.
La rue de Germondy : rue du nouveau village, elle rappelle le souvenir de la famille Germondy, famille de notables de Gassin et Saint-Tropez, qui compta des notaires royaux, des marchands et des rentiers. La famille s’est éteinte au début du XXe siècle ; le domaine principal de la famille fut l’actuel Château Minuty8,31.
Place Hannibal de Châteauneuf : cette place centrale du nouveau village a été réalisée par l’architecte François Spoerry durant les années 1990. Elle porte le nom de l’un des seigneurs de Gassin, au début du XVIIe siècle. Il fit donation de la terre de Bertaud et de la coseigneurie de Gassin à sa fille, en charge à elle de le donner à l’un de ses enfants mâles issu de son mariage avec François d’Albert de Castellane32.
Rue Marie-Louise Raymond : rue du nouveau village, elle rappelle le souvenir d’une habitante de Gassin qui vendit le terrain sur lequel fut bâti l’extension moderne de Gassin et donna à la commune de la Croix-Valmer le terrain sur lequel a été construit le stade municipal. Cette pratique est habituellement connue dans les grandes villes30.

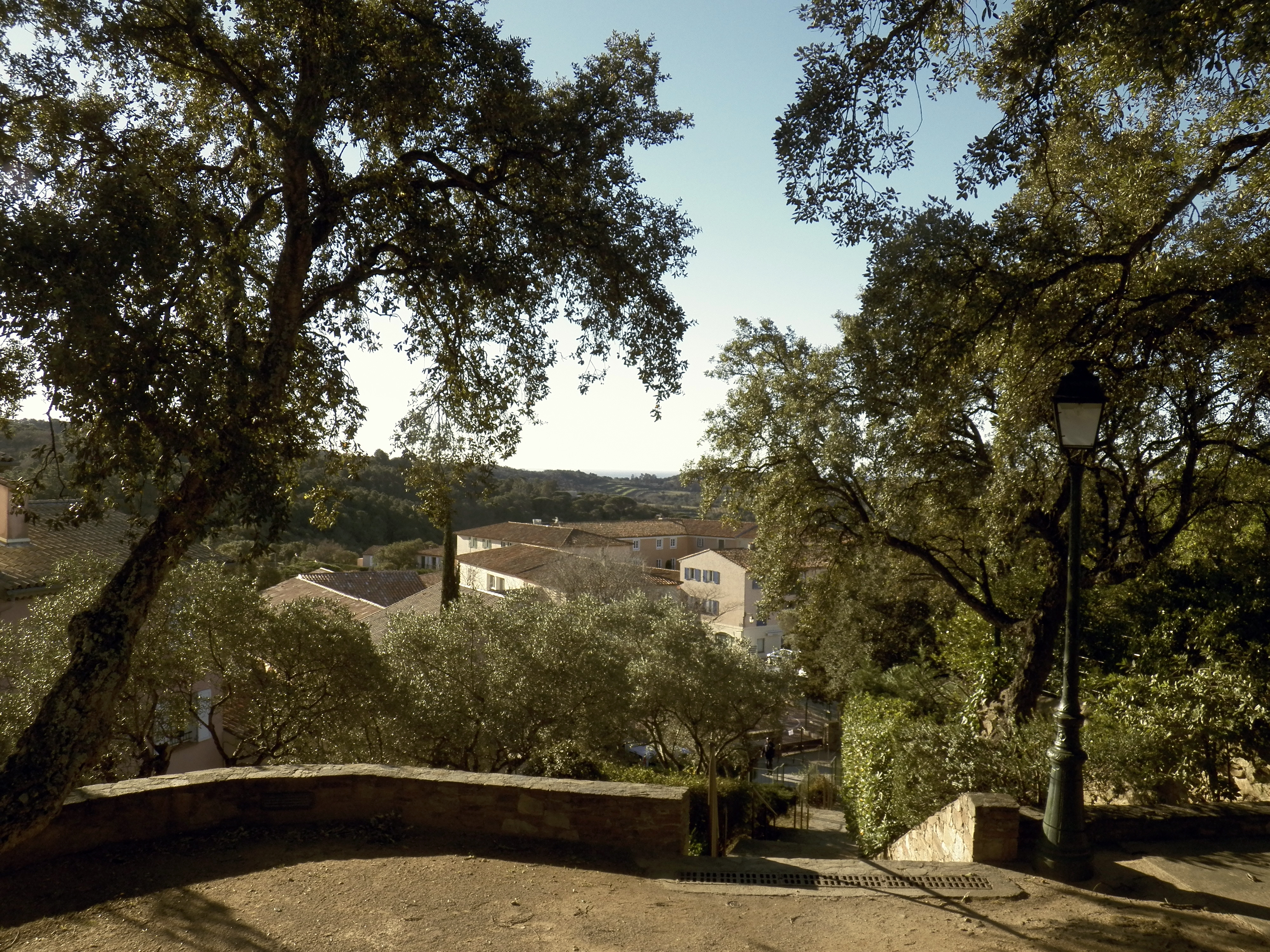
Vue du nouveau village de Gassin depuis la place des îles d'Or

## Grandes dates
- 1968 : construction des premiers HLM dans le prolongement du nouveau village (municipalité Chapelle)
- 1977 : élection municipale et changement d'équipe
- 1978 : la politique d'une constitution de réserve foncière aboutit à l'achat des terrains à Marie-Louise Raymond
- 4 mai 1984 : délibération autorisation signature de la convention avec COGEDIM
- 11 mai 1984 : convention avec la COGEDIM :
- 26 avril 1985 : délibération d’initiative de création de la Zone d'aménagement concerté (ZAC)
- 1er juillet 1985 : position de la Direction départementale de l'Équipement (DDE) sur le dossier
- 28 juin 1985 : avis de la commission départementale des sites (CDS)
- 22 juillet 1985 : arrêté préfectoral sur la prescription de l’ouverture de l’enquête publique
- 8 août 1985 : lettre du préfet sur l’avis de la CDS
- 12 août 1985 : début de l’enquête publique
- 11 octobre 1985 : fin de l’enquête publique avec avis favorable du commissaire enquêteur
- 26 septembre 1985 : délibération sur les modalités de la concertation
- 11 octobre 1985 : réunion de concertation – maquette présentée avec 18 personnes reçues dont 10 favorables
- 24 juillet 1986 : délibération de création de la ZAC
- 12 septembre 1986 : arrêté préfectoral approuvant le Plan d'aménagement de zone (PAZ)
- 22 décembre 1986 : délibération approuvant la convention avec la COGEDIM
- 1er avril 1987 rôle de la COGEDIM ; de la DDA
- 3 juin 1987 : courrier COGEDIM extension de la convention
- 3 juin 1987 : avenant à la convention du 11 mai 1984
- //1987 : convention avec la COGEDIM (absente du dossier)
- ? : CCTC (cahier des clauses techniques communes)
- 24 février 1989 : délibération promesse de vente
- 1er mars 1989 : pose de la première pierre
- 13 septembre 1993 : inauguration du Nouveau village de Gassin

#### Presse généraliste et institutionnelle
- Jean Bergès, « Extension du village », La Vigie, Mairie de Gassin,‎ octobre 1993, p. 2
- « Quand François Spoerry, l'architecte de Port-Grimaud, ressuscite un village du XIIe siècle.», Var Matin (?).
- « Exemple à suivre», Var Matin (?).
- « Gassin : Spoerry a réussi "la greffe"», Var Matin (?), septembre 1993.
- « Lauréat du prix Prince of Walles" », Var Matin (?).

#### Architecture
- Pierre Belli-Riz, « Villages de vacances, un vrai laboratoire », Les dossiers de demain, Agence d'urbanisme de la région grenobloise, vol. 7 « Villages cherchent visages »,‎ mai 2009, p. 55-59 (lire en ligne)
- Pierre Belli-Riz, Histoire et analyse des formes urbaines : trois pensées de la forme urbaine, cours de l'École nationale supérieure d'architecture de Grenoble (lire en ligne)
- Mohammed Chahid, « Labels et réseaux », Les dossiers de demain, Agence d'urbanisme de la région grenobloise, vol. 7 « Villages cherchent visages »,‎ mai 2009, p. 55-59 (lire en ligne)
- Christiane Georges, « Bernard Spoerry : "Les écoles d'architecture auraient dû suivre l'exemple de mon père" », Var Matin,‎ 15 juin 2016 (lire en ligne)
- Conseil d'Architecture, d'Urbanisme et de l'Environnement du Gard, A la recherche d’un urbanisme et d’un habitat raisonnables. Planiﬁer pour projeter la ville de demain : Extension du Village de Gassin (83),‎ 2006, 5 p. (lire en ligne)
- Fondation pour l'architecture (Brussels, Belgium), Prix européen de la reconstruction de la ville = European award for the reconstruction of the city., Bruxelles, Fondation pour l'architecture, 1998, 50 p. (ISBN 2-930037-24-5, OCLC 45255252, lire en ligne)
- Hélène Guéné-Loyer, « François Spoerry », Dictionnaire des architectes, Encyclopaedia Universalis « Les Dictionnaires d'Universalis »,‎ 27 octobre 2015, p. 2366
- « François Spoerry: Village de Gassin, France », Architecture in Arcadia, Academy Editions,‎ 1993, p. 94-98 (ISBN 9781854901965, OCLC 30808967)
- François Spoerry et Marc Gaillard, L'Architecture douce : de Port-Grimaud à Port-Liberté, Paris, Robert Laffont, 1989, 122 p., 24 × cm (ISBN 2-221-05450-4)
- (en) G. Tagliaventi, A. Bucci, D. Diolaiti et F. Finetti, « The unbearable beauty of an organic regional world. From Sevilla 1929 to Val d'Europe 2008 », Regional Architecture in the Mediterranean Area, (dir. Alessandro Bucci, Luigi Mollo), Alinea Editrice,‎ 2010 (lire en ligne)
- « Tourisme », Le Nouvel Économiste,‎ 1991 (lire en ligne, consulté le 10 février 2018)

#### Tourisme et patrimoine
- « Gassin aujourd'hui : tambour battant ! », Villages passion. Le magazine des plus beaux villages, SPAL,‎ août 1998, p. 36
- « Nouveau village de Gassin - Monument Gassin | Golfe de Saint-Tropez Tourisme », sur www.golfe-saint-tropez-information.com (consulté le 29 janvier 2018)
- Colette Peirugues (préf. Robert Dho), Gassin au fil du temps, Millau/Gassin, Ville de Gassin, 1994, 188 p. (ISBN 2-9508428-0-1, OCLC 41650825, lire en ligne), « Évolution de la commune », p. 92-99
- Mireille Rey-Brot (préf. Pierre Fabre, ill. Christian Dubeau), Gassin : vigie mystérieuse du golfe de Saint-Tropez, Raphèle-lès-Arles, M. Petit - Culture Provençale et Méridionale (Impr. des Beaux-arts), 1993, 142 p. (ISBN 978-2-86673-109-0, OCLC 468045534, lire en ligne), chap. XVI (« Cavalaire - L'extension du village - François Spoerry : un architecte de génie »)
- « Village moderne de Gassin », sur Office de tourisme de Gassin (consulté le 29 janvier 2018)